# 山本秀樹 (内野手)
山本 秀樹（やまもと ひでき、1955年1月2日 - ）は、元アマチュア野球選手・指導者である。ポジションは内野手。

## 来歴・人物
関商工高校では、1971年秋季中部大会県予選決勝リーグに進むが、4校中3位に終わる。名城大学に進学。愛知大学野球リーグでは、1975年秋季リーグで優勝を経験。
大学卒業後は社会人野球の大昭和製紙に入社。初出場となる1977年の都市対抗では二塁手として出場。1回戦で電電中国と対戦し、俊足を武器に9回裏にサヨナラホームスチールを決める。1979年の都市対抗では準々決勝に進出。日産自動車に敗退するが打撃賞を獲得し、同年の社会人ベストナインにも選ばれた。1980年の都市対抗ではエース杉本正が好投、決勝で札幌トヨペットに大勝し優勝を飾る。
1981年に大昭和製紙硬式野球部が休部、ヤマハ発動機に移籍する。1982年の社会人野球日本選手権では決勝に進出、辻発彦らのいた日本通運を降し初優勝を飾る。同大会の優秀選手賞を獲得。しかしここも1983年に休部となり日本楽器に移籍する。1986年の都市対抗では10年連続出場表彰を受け、引退までに15年連続出場も果たした。1987年の都市対抗でも打撃賞を獲得する。1985年、1990年にも、社会人ベストナインに選ばれている。
その後、ヤマハで監督を務めた。